# Mountsorrel
Mountsorrel is een civil parish in het bestuurlijke gebied Charnwood, in het Engelse graafschap Leicestershire met 8223 inwoners.